# U-196
U-196 je bila nemška vojaška podmornica Kriegsmarine, ki je bila dejavna med drugo svetovno vojno.

## Zgodovina
U-196 je med drugo svetovno vojno opravila najdalj trajajočo podmorniško patruljo, ki je trajala med 13. marcem in 23. oktobrom 1943; torej skupaj 225 dni na morju.

## Poveljniki
| Poveljniki |                  |                         |                                         |
| Št.        | Čin              | Ime                     | Poveljstvo                              |
| 1.         | Korvettenkapitän | Eitel-Friedrich Kentrat | 11. september 1942 - 21. september 1944 |
| 2.         | ?                | Werner Striegler        | 1. oktober 1944 - 1. december 1944      |

## Tehnični podatki
| Kategorije                                    | Podatki                       |
| --------------------------------------------- | ----------------------------- |
| Teža (t): na površju pod površjem polna Teža  | 1.616 1.804 2.150             |
| Dolžina (m) - tlačni trup (m)                 | 87,6 - 68,5                   |
| Širina (m) - tlačni trup (m)                  | 7,5 - 4,4                     |
| Izpodriv (m)                                  | 5,4                           |
| Višina (m)                                    | 10,2                          |
| Moč (hp): na površju pod podvršjem            | 4.400 1.000                   |
| Hitrost (vozlov): na površju pod podvršjem    | 19,2 6,9                      |
| Doseg (milja/vozel): na površju pod podvršjem | 23.700/12 57/4                |
| Torpeda/Torpedne cevi                         | 24/4 (4 na premcu, 2 na krmi) |
| Krovni top (mm)                               | 105 (150 granat)              |
| Mine                                          | 48 TMA                        |
| Posadka                                       | 55-63                         |
| Maksimalni potop (m)                          | 230                           |